# Daniel Rydmark
Daniel Kjell Rydmark (* 23. února 1970, Västerås) je bývalý švédský lední hokejista, útočník. Se švédskou reprezentací se stal mistrem světa v roce 1992 a olympijským vítězem v roce 1994. Zúčastnil se i olympijských her v Albertville roku 1992, kde Švédové skončili pátí. Švédskou nejvyšší soutěž hrál za Färjestad BK, Malmö IF a Västerås IK. S Färjestadem se stal mistrem Švédska roku 1988, s Malmö v letech 1992 a 1994. S Malmö také získal Evropský hokejový pohár v sezóně 1992/93. V základní části švédské nejvyšší ligy odehrál 668 utkání, zaznamenal 394 kanadských bodů a nastřílel 190 branek. Dalších 67 zápasů, 40 bodů a 11 gólů si připsal v play-off. Absolvoval jen krátký pokus se uchytit v zámoří; byl draftován Los Angeles Kings roku 1989, ale do NHL nikdy nenahlédl, strávil jen část sezóny 1995/96 na farmě Phoenix Roadrunners. Po skončení hráčské kariéry se stal trenérem.